# Anthurium ramoncaracasii
Anthurium ramoncaracasii là một loài thực vật có hoa trong họ Ráy (Araceae). Loài này được Stergios & Dorr mô tả khoa học đầu tiên năm 2004.